# Roger II av Sicilien
Roger II av Sicilien, född 22 december 1095, död 26 februari 1154, var kung av Sicilien. Roger började som hertig av Sicilien när han efter sin äldre bror Simons död (1105) ärvde faderns, Roger I av Sicilien, grevskap. 1127 blev han därtill hertig av Apulien och Kalabrien. Påven gjorde Sicilien till kungadöme, och upphöjde honom 1130 till kung vilket han förblev till sin död.

## Biografi
Omkring 1112 övertog han själv regeringen, som under hans minderårighet förts av hans mor, Adelaide del Vasto. Rogers strävanden var tidigt inriktade på att förena alla de normandiska besittningarna i Italien till ett rike. När Rogers kusin Vilhelm II, hertig av Apulien, gick bort utan att ha några barn och därmed ingen arvinge, gjorde Roger anspråk på hertigdömet. Han reste till Salerno där biskopen av Capaccio krönte honom till hertig av Apulien. Roger skulle dock på grund av att ha gjort anspråk på hertigdömet komma att möta motstånd från missnöjda vasaller som stöddes av den dåvarande påven, Honorius II. Honorius exkommunicerade Roger till en början, men efter att Roger slagit ned sitt motstånd i två militära kampanjer åren 1128 och 1129, tvingades påven att häva exkommuniceringen samt att slutligen erkänna honom som hertig av Apulien.  
När påve Honorius II dog år 1130 valde kardinalerna i Rom fram två rivaliserande påvar - Anacletus II och Innocentius II. Innocentius fick stöd av många europeiska monarker på grund av politiska skäl, men Roger II gav sitt stöd till påve Anacletus, som visade stor tacksamhet. Roger som vid denna tid ännu var hertig bad påven om titeln som kung, vilket påven beviljade den 27 september 1130. På juldagen samma år kröntes denna Siciliens första kung i Palermos katedral. Vasallerna i Apulien och påve Innocentius II uppskattade inte den ökade makt som titeln kung verkade medföra Roger, och rebellerade därför än en gång. Roger lyckades slå ned vasallernas motstånd utan större problem den 25 juli 1132, men Innocentius skulle komma att få med sig kejsar Lothar III, en av de monarker som stödde påve Innocentius snarare än påve Anacletus, i sin revolt. Lothar III genomförde åren 1136-1137 en militär expedition mot kung Rogers land, och lyckades ta kontroll över staden Salerno. Vasallerna i Apulien tog tillfället i akt och gjorde uppror en tredje gång. Roger vägrade möta Lothar i strid, utan väntade strategiskt på att södra Italiens hetta skulle bli för mycket för kejsaren och dennes germanska arméer, samt på att den begränsade tiden Lothar hade för sin militära expedition skulle rinna ut. När Lothar och hans arméer lämnat landet kunde Roger sedan slå ned vasallernas motstånd än en gång, och vann så småningom tillbaka det förlorade området.   
Anacletus dog snart därefter (1138) och Innocentius erkändes ensam som påve. I denna veva fortsatte påven sina repressalier mot Roger II - kungen exkommunicerades igen, och påven ryckte i spetsen för en här mot denne. Roger mötte påvens arméer i en strid vid floden Garigliano den 22 juli 1139. Rogers arméer vann överlägset och Innocentius tvingades häva exkommuniceringen och erkänna Roger som "Rex Siciliæ, ducatus Apuliæ et principatus Capuæ" (kung av Sicilien, hertig av Apulien och prins av Capua). Efter nya erövringar fastslogs rikets gränser i ett fördrag med påven 1144; det sträckte sig då i öster till Terracina och Ceprano, i norr till Tronto.   
Roger skapade en stark flotta och lade med hjälp av denna delar av norra Afrika (bland annat Tripolis) under sitt välde. Däremot ledde hans anfall på östromerska riket (Konstantinopel besköts 1149) inte till varaktiga resultat. 
Rogers hov i Palermo blev brännpunkten för olikartade kulturinflytanden; i sin tjänst tog han hellre greker och araber än normander. Under inflytande av bysantinska idéer genomförde han i sitt rike en strängt centraliserad förvaltning; "assiserna" av 1140 lade nästan all makt i kungens hand. 
Roger efterlämnade en son (med Elvira av Kastilien), Vilhelm I av Sicilien, som efterträdde honom som kung. Hans dotter i tredje giftet med Beatrice av Rethel, Konstantia, blev gift med kejsar Henrik VI.

## Galleri

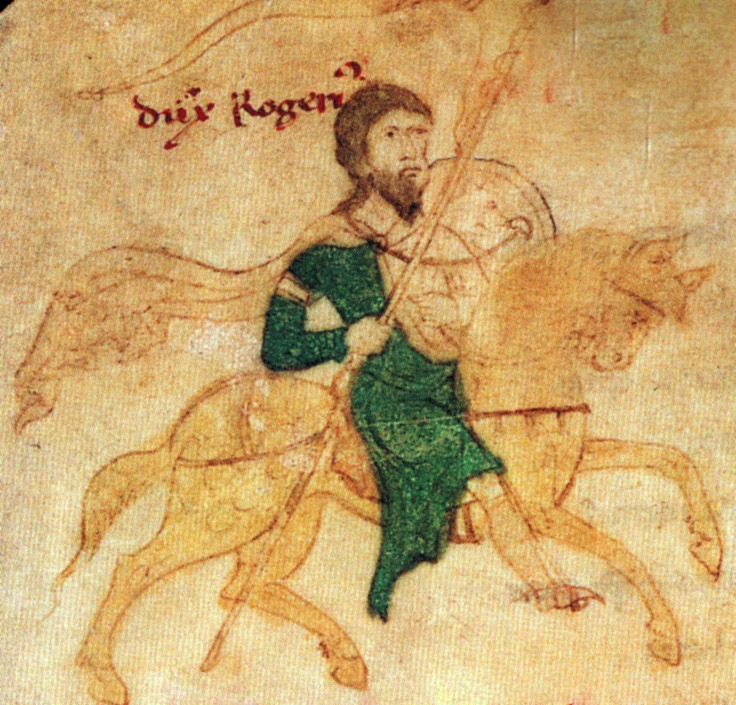
Roger II, från Liber ad honorem Augusti av Petrus de Ebulo, 1196.
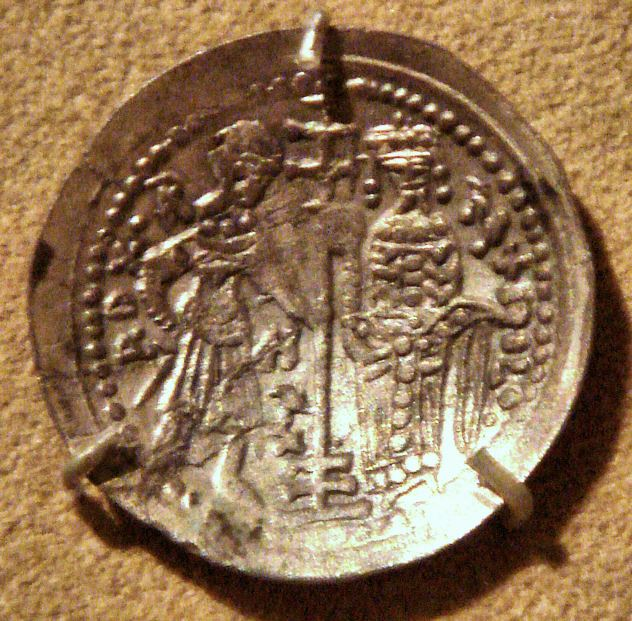
Mynt av Roger II, silverdukal.
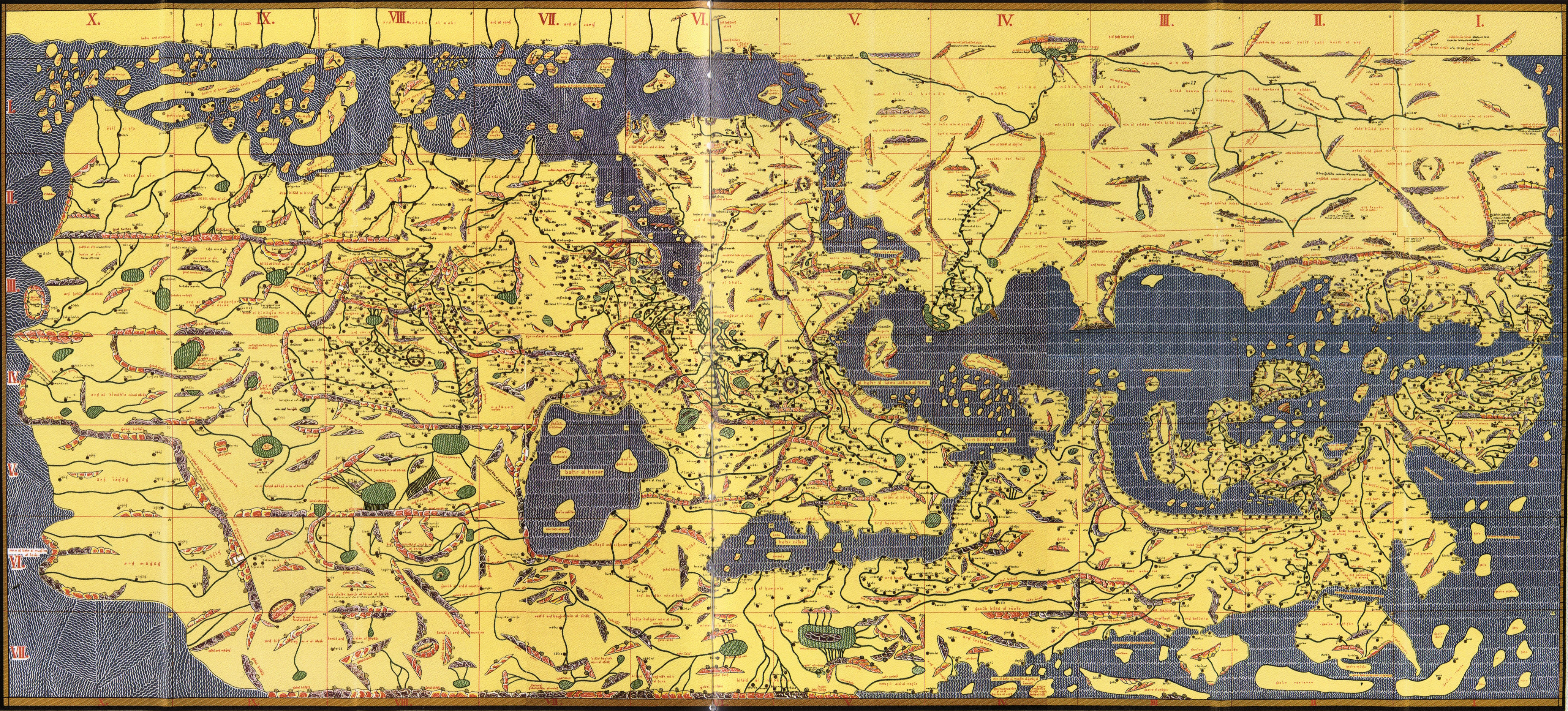
Tabula Rogeriana, den antika världskartan, utförd av Al-Idrisi för Roger och uppkallad efter honom, 1154.
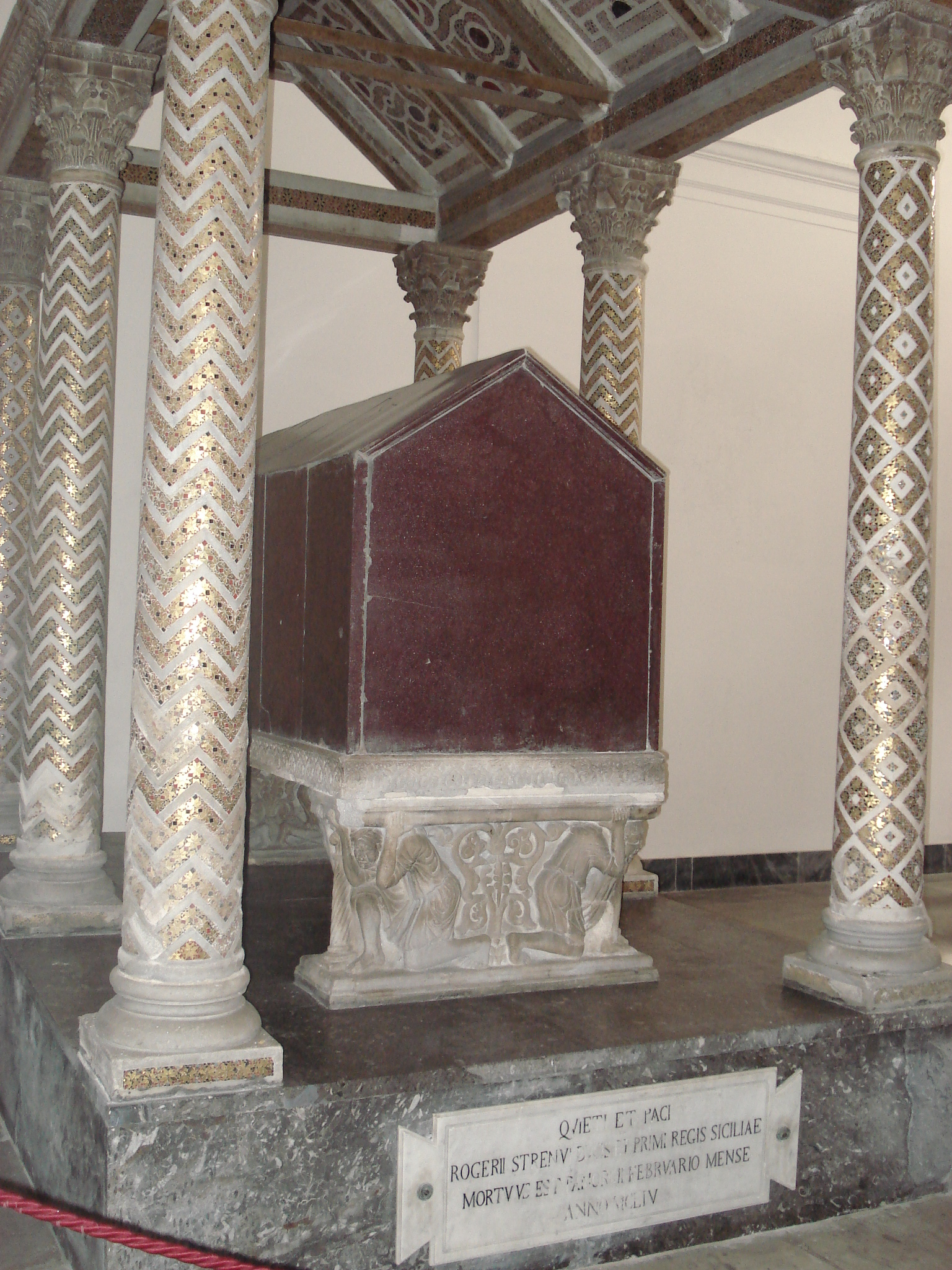
Rogers grav i Palermos katedral.